# Paul Silas
Paul Theron Silas (Prescott, Arizona; 12 de julio de 1943-Denver, Carolina del Norte; 10 de diciembre de 2022) fue un jugador y entrenador de baloncesto estadounidense que disputó 16 temporadas en la NBA. Con 2,01 metros de estatura, jugaba en la posición de ala-pívot. Era el padre del también entrenador de la NBA Stephen Silas.

## Trayectoria deportiva

### Universidad
Jugó en la Universidad Creighton durante tres temporadas, de 1961 a 1964, donde consiguió un espectacular récord todavía vigente, ya que fue el jugador que más rebotes ha conseguido en tres temporadas universitarias, promediando unas cifras casi imposibles hoy en día: 21,6 rebotes por partido, a los que hay que sumar 20,5 puntos.

### Profesional
A pesar de sus cifras universitarias, fue elegido en la tercera posición de la segunda ronda del draft de 1964 por los St. Louis Hawks, equipo con el que disputó 4 temporadas, y una quinta más ya con el equipo establecido en Atlanta. No llegó a cuajar como la estrella que se preveía, si bien mantuvo un buen promedio de rebotes, rondando los 10 por partido. Fue traspasado a los Phoenix Suns, donde ya dispuso de más minutos, y sus cifras fueron mucho más consecuentes con su época colegial. Allí estuvo 3 temporadas, para fichar por los Boston Celtics, ya en el final de la época más dorada del equipo de Massachusetts, consiguiendo sin embargo sus dos primeros anillos como campeón de la NBA, jugando al lado de gente como John Havlicek o Dave Cowens.
Tras 4 años en Boston y un breve paso por Denver Nuggets, fue a terminar su carrera a Seattle, equipo con el que logró su tercer y definitivo anillo de campeón como jugador. Se retiró a los 36 años.

### Entrenador
Entrenó a los San Diego Clippers durante 3 temporadas, entre 1980 y 1983, sin conseguir grandes resultados. 
Tras un periodo de 15 años como entrenador asistente en varios equipos, pero sin ser entrenador principal en la NBA, regresó en 1998 al de los Charlotte Hornets, donde estuvo 5 temporadas, clasificando al equipo en 4 ocasiones para los play-offs. 
De ahí, en verano de 2003, pasó a los Cleveland Cavaliers, equipo al que entrenó durante dos temporadas. 
Posteriormente fue comentarista de la cadena norteamericana de televisión ESPN, y en diciembre de 2010 pasó a ser entrenador interino de los Charlotte Bobcats, tras la destitución de Larry Brown.
Tras dos temporadas al frente del equipo, el 30 de abril de 2012 la directiva de Charlotte decide que no regrese como entrenador para la siguiente temporada, debido a la mala clasificación del equipo, último en su conferencia, con un balance de 7 victorias y 59 derrotas (0.106%) en su segunda temporada, el peor de toda la historia de la franquicia.

## Estadísticas de su carrera en la NBA
|  | Líder de la liga                                 |
|  | Denota temporada en la que fue Campeón de la NBA |

### Temporada regular
| Año      | Equipo    | PJ    | PT | MPP  | %TC  | %3P | %TL  | RPP  | APP | ROB | TPP | PPP  |
| -------- | --------- | ----- | -- | ---- | ---- | --- | ---- | ---- | --- | --- | --- | ---- |
| 1964-65  | St. Louis | 79    |    | 15.7 | .373 |     | .506 | 7.3  | .6  |     |     | 4.6  |
| 1965-66  | St. Louis | 46    |    | 12.7 | .405 |     | .574 | 5.1  | .5  |     |     | 3.8  |
| 1966-67  | St. Louis | 77    |    | 20.4 | .429 |     | .531 | 8.7  | 1.0 |     |     | 6.8  |
| 1967-68  | St. Louis | 82    |    | 32.3 | .458 |     | .705 | 11.7 | 2.0 |     |     | 13.4 |
| 1968-69  | Atlanta   | 79    |    | 23.5 | .419 |     | .613 | 9.4  | 1.8 |     |     | 8.7  |
| 1969-70  | Phoenix   | 78    |    | 36.4 | .464 |     | .607 | 11.7 | 2.7 |     |     | 12.8 |
| 1970-71  | Phoenix   | 81    |    | 36.3 | .428 |     | .685 | 12.5 | 3.0 |     |     | 11.9 |
| 1971-72  | Phoenix   | 80    |    | 38.5 | .470 |     | .773 | 11.9 | 4.3 |     |     | 17.5 |
| 1972-73  | Boston    | 80    |    | 32.7 | .470 |     | .700 | 13.0 | 3.1 |     |     | 13.3 |
| 1973-74  | Boston    | 82    |    | 31.7 | .440 |     | .783 | 11.2 | 2.3 | .8  | .2  | 11.5 |
| 1974-75  | Boston    | 82    |    | 32.5 | .417 |     | .709 | 12.5 | 2.7 | .7  | .3  | 10.6 |
| 1975-76  | Boston    | 81    |    | 32.9 | .426 |     | .709 | 12.7 | 2.5 | .7  | .4  | 10.7 |
| 1976-77  | Denver    | 81    |    | 24.2 | .360 |     | .667 | 7.5  | 1.6 | .7  | .3  | 7.2  |
| 1977-78  | Seattle   | 82    |    | 26.5 | .397 |     | .586 | 8.2  | 1.8 | .8  | .2  | 5.8  |
| 1978-79  | Seattle   | 82    |    | 23.9 | .423 |     | .598 | 7.0  | 1.4 | .4  | .2  | 5.6  |
| 1979-80  | Seattle   | 82    |    | 19.5 | .378 | –   | .654 | 5.3  | .8  | .3  | .1  | 3.8  |
| Total    | Total     | 1,254 |    | 27.9 | .432 | –   | .673 | 9.9  | 2.1 | .6  | .2  | 9.4  |
| All-Star | All-Star  | 2     | 0  | 15.0 | .200 |     | .800 | 5.5  | 1.5 | 4.0 | .0  | 4.0  |

### Playoffs
| Año   | Equipo    | PJ  | PT | MPP  | %TC  | %3P | %TL  | RPP  | APP | ROB | TPP | PPP  |
| ----- | --------- | --- | -- | ---- | ---- | --- | ---- | ---- | --- | --- | --- | ---- |
| 1965  | St. Louis | 4   |    | 10.5 | .400 |     | .750 | 4.5  | .3  |     |     | 2.8  |
| 1966  | St. Louis | 7   |    | 11.4 | .278 |     | .727 | 4.9  | .3  |     |     | 2.6  |
| 1967  | St. Louis | 8   |    | 15.3 | .250 |     | .611 | 6.5  | .8  |     |     | 3.6  |
| 1968  | St. Louis | 6   |    | 29.7 | .431 |     | .711 | 9.5  | 3.5 |     |     | 11.8 |
| 1969  | Atlanta   | 11  |    | 23.5 | .362 |     | .514 | 8.4  | 1.9 |     |     | 5.5  |
| 1970  | Phoenix   | 7   |    | 40.9 | .422 |     | .656 | 15.9 | 4.3 |     |     | 16.1 |
| 1973  | Boston    | 13  |    | 39.4 | .392 |     | .620 | 15.1 | 3.0 |     |     | 9.6  |
| 1974  | Boston    | 18  |    | 31.9 | .397 |     | .830 | 10.6 | 2.6 | .7  | .5  | 8.0  |
| 1975  | Boston    | 11  |    | 36.8 | .457 |     | .640 | 11.8 | 3.6 | 1.1 | .2  | 9.1  |
| 1976  | Boston    | 18  |    | 41.2 | .448 |     | .812 | 13.7 | 2.3 | 1.3 | .3  | 10.8 |
| 1977  | Denver    | 6   |    | 23.5 | .424 |     | .542 | 6.7  | 2.7 | .3  | .7  | 6.8  |
| 1978  | Seattle   | 22  |    | 27.5 | .351 |     | .683 | 8.5  | 1.6 | .5  | .3  | 4.9  |
| 1979  | Seattle   | 17  |    | 24.6 | .389 |     | .674 | 5.8  | 1.1 | .5  | .3  | 4.3  |
| 1980  | Seattle   | 15  |    | 17.1 | .302 | –   | .846 | 5.0  | 1.0 | .6  | .1  | 2.5  |
| Total | Total     | 163 |    | 28.7 | .397 | –   | .692 | 9.4  | 2.1 | .8  | .3  | 6.9  |

## Estadísticas como entrenador en la NBA
| Equipo      | Año       | PJ  | G   | P   | %G–P | Resultado        | PJP | GP | PP | %G–P | Resultado                      |
| ----------- | --------- | --- | --- | --- | ---- | ---------------- | --- | -- | -- | ---- | ------------------------------ |
| San Diego   | 1980-81   | 82  | 36  | 46  | .439 | 5.º en Pacific   | —   | —  | —  | —    | Sin Playoffs                   |
| San Diego   | 1981-82   | 82  | 17  | 65  | .207 | 6.º en Pacific   | —   | —  | —  | —    | Sin Playoffs                   |
| San Diego   | 1982-83   | 82  | 25  | 57  | .305 | 6.º en Pacific   | —   | —  | —  | —    | Sin Playoffs                   |
| Charlotte   | 1998-99   | 35  | 22  | 13  | .629 | 5.º en Central   | —   | —  | —  | —    | Sin Playoffs                   |
| Charlotte   | 1999-2000 | 82  | 49  | 33  | .598 | 2.º en Central   | 4   | 1  | 3  | .250 | Pierde en Primera ronda        |
| Charlotte   | 2000-01   | 82  | 46  | 36  | .561 | 3.º en Central   | 10  | 6  | 4  | .600 | Pierde en Semifinales de Conf. |
| Charlotte   | 2001-02   | 82  | 44  | 38  | .537 | 2.º en Central   | 9   | 4  | 5  | .444 | Pierde en Semifinales de Conf. |
| New Orleans | 2002-03   | 82  | 47  | 35  | .573 | 3.º en Central   | 6   | 2  | 4  | .333 | Pierde en Primera ronda        |
| Cleveland   | 2003-04   | 82  | 35  | 47  | .427 | 5.º en Central   | —   | —  | —  | —    | Sin Playoffs                   |
| Cleveland   | 2004-05   | 64  | 34  | 30  | .531 | (despedido)      | —   | —  | —  | —    | —                              |
| Charlotte   | 2010-11   | 54  | 25  | 29  | .463 | 4.º en Southeast | —   | —  | —  | —    | Sin Playoffs                   |
| Charlotte   | 2011-12   | 66  | 7   | 59  | .106 | 5.º en Southeast | —   | —  | —  | —    | Sin Playoffs                   |
| Total       | Total     | 875 | 387 | 488 | .442 |                  | 29  | 13 | 16 | .448 |                                |

## Logros y reconocimientos
- Elegido en dos ocasiones para el All-Star Game (1972, 1975).
- Elegido en el mejor quinteto defensivo de la liga en 2 ocasiones, y 3 en el segundo.
- Consiguió, a lo largo de su carrera, superar los 10 000 puntos y los 10 000 rebotes.

## Vida personal
Estuvo casado con su esposa Carolyn, y tuvieron tres hijos: Donna, Paula y su hijo Stephen (n. 1973), también entrenador de la NBA.

### Fallecimiento
El 11 de diciembre de 2022, a los 79 años, su familia informó de su fallecimiento.